# 유전 (고려)
유전(劉筌, ?~?)은 거창 유씨와 강릉 유씨의 시조이다.
그는 전한의 초대 황제인 유방의 41대 후손으로, 송나라에서 한림학사와 병부상서의 관직을 맡았다. 이후 고려 문종 때인 1082년에 송나라로부터 고려로 팔학사 중 한 명으로 파견되어 고려에 들어온 후 경상도에 정착 했다.